# Rio Mzamba
Rio Mzamba é um rio da África do Sul.